# 圣阿德里安 (阿摩尔滨海省)
圣阿德里安（法語：Saint-Adrien，法語發音：[sɛ̃.t‿adʁijɛ̃]）是法国阿摩尔滨海省的一个市镇，位于该省西部，属于甘冈区，同时也是甘冈城市圈的一部分。

## 地理
圣阿德里安（48°29'21"N, 3°7'49"W）面积9.93 平方千米，位于法国布列塔尼大區阿摩尔滨海省，该省份为法国西北部沿海省份，位于布列塔尼半岛北部，北濒大西洋英吉利海峡，西接菲尼斯泰尔省，南至莫尔比昂省，东临伊勒-维莱讷省。
与圣阿德里安接壤的市镇（或旧市镇、城区）包括：布尔布里亚克、科阿杜、普莱西迪、普卢马戈阿尔、圣佩韦。

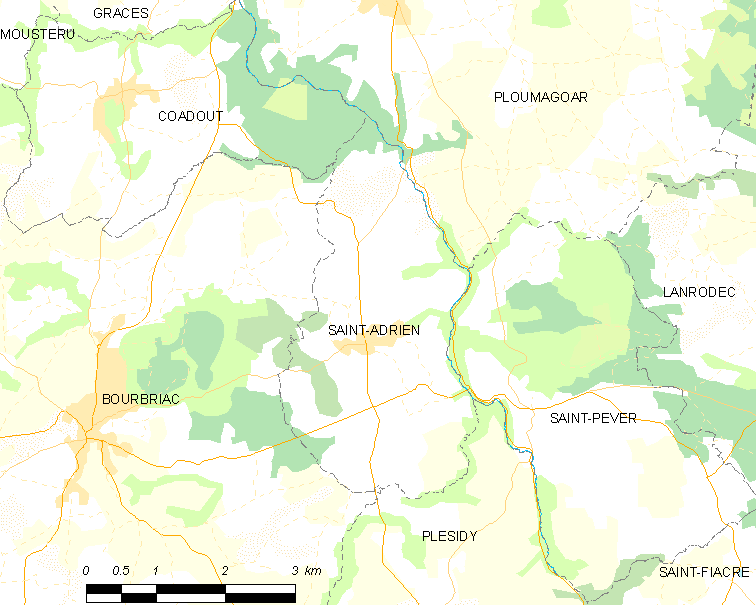
的OSM定位图

圣阿德里安的时区为UTC+01:00、UTC+02:00（夏令时）。

## 行政
圣阿德里安的邮政编码为22390，INSEE市镇编码为22271。

## 政治
圣阿德里安所属的省级选区为卡拉克县。

## 人口

1962-2008年间人口变化图示

圣阿德里安于2022年1月1日时的人口数量为367人。